# Abbazia di Santa Croce (Mortara)
L'abbazia di Santa Croce è una chiesa della città di Mortara, consacrata alla Santa Croce.

## Storia
Il complesso abbaziale, costituito dalla chiesa e dall'annesso palazzo lateranense, sorse dopo la distruzione del cenobio dell'ordine mortariense, che si trovava al di fuori delle mura della città. I canonici lateranensi, nei quali erano confluiti i mortariensi, ottennero la ricostruzione di un edificio di culto con annesso monastero, all'interno delle mura. Il palazzo laternanese fu edificato come monastero nel 1573, dopo che i canonici laternanesi furono costretti a lasciare l'antico cenobio mortariense extramurario.
Il disegno della chiesa è opera di Pellegrino Tibaldi (1527-1596). La facciata fu realizzata parzialmente e venne completata solo nel 1957. I restauri degli anni 1960 hanno modificato la struttura originale interna dell'edificio. Altri interventi sono avvenuti più recentemente e l'altare maggiore è stato rinnovato agli inizi del XXI secolo.

## Descrizione

### Chiesa
L'edificio con pianta a croce latina a navata unica, è lungo 42 metri e largo 18 metri.
Nel 1957 fu completato in parte il disegno originale della facciata, che fu interamente rivestita in pietra di Vicenza. Sulla sommità sinistra e destra furono collocate rispettivamente le statue dei santi mortariensi Alberto Avogadro e Guarino Foscherari.

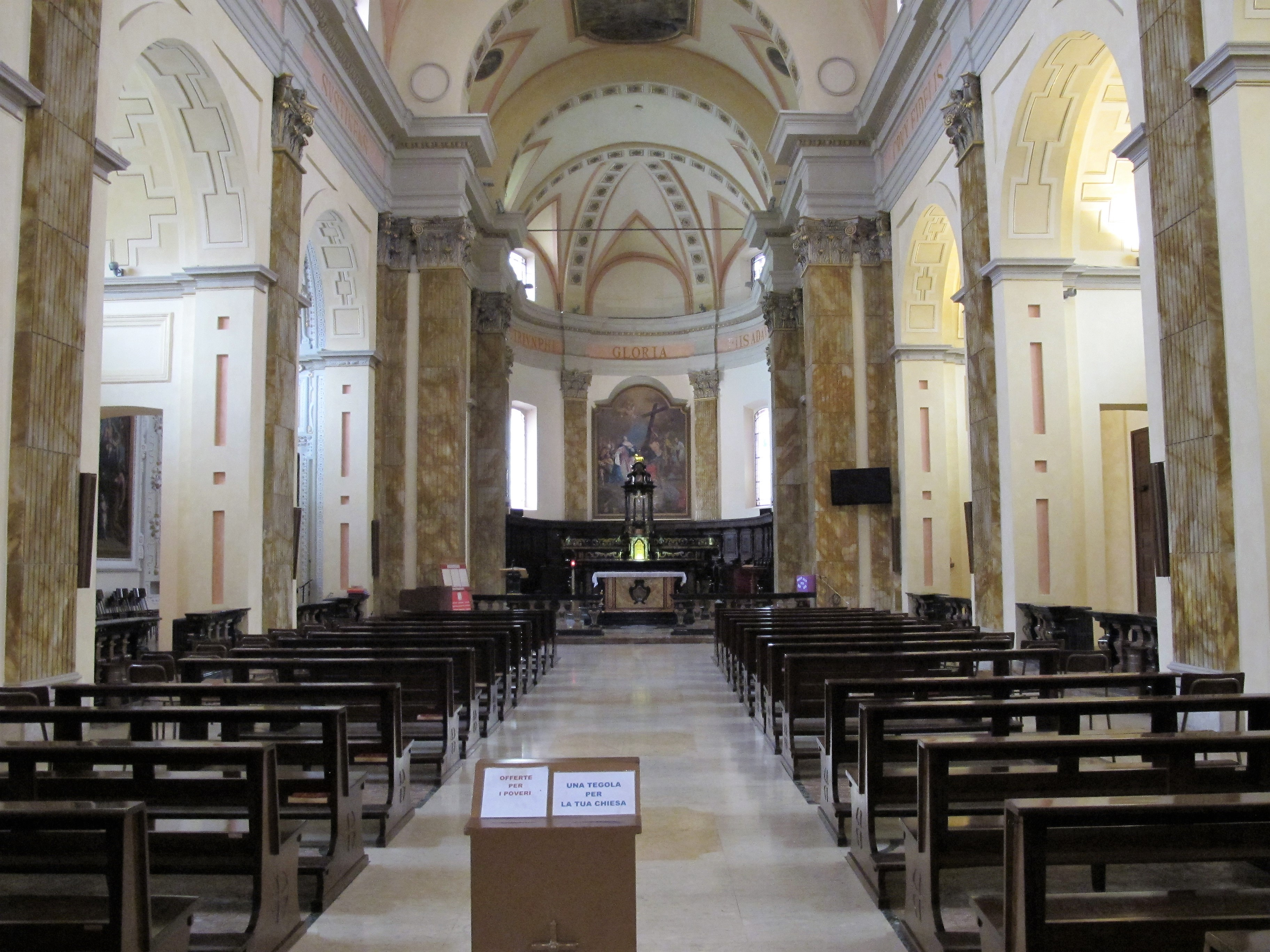
L'interno della chiesa

All'interno sono presenti nove cappelle.
La prima cappella di destra era stata originariamente dedicata alla cura delle anime, che ai tempi della prepositura extramuratria era invece affidata alla chiesa intramuraria di San Cassiano (oggi sconsacrata e trasformata in sala polifunzionale), dipendente dal cenobio mortariense. L'altare di questa cappella era consacrato a sant'Ubaldo.
Nelle cappelle sono presenti opere di Guglielmo Caccia, di Palma il Giovane e di Bernardino Ferrari.
Nell'abside nei recenti restauri è stata ricollocata la pala con l'Invenzione della Santa Croce, attribuibile al pittore pavese Francesco Barbieri, appositamente commissionata a metà del Settecento.
La tela dell'Adorazione dei Magi, di Bernardino Lanino, realizzata nel 1533 e destinata alla vecchia prepositura, fu sistemata in una cappella laterale della chiesa. Altre pale d'altare sono state negli anni sostituite e trasportate nella Pinacoteca di Torino. Nella seconda cappella di sinistra è conservata una statua lignea di discreta fattura, raffigurante Sant'Antonio da Padova e proveniente dal monastero cittadino delle clarisse, soppresso agli inizi dell'Ottocento.

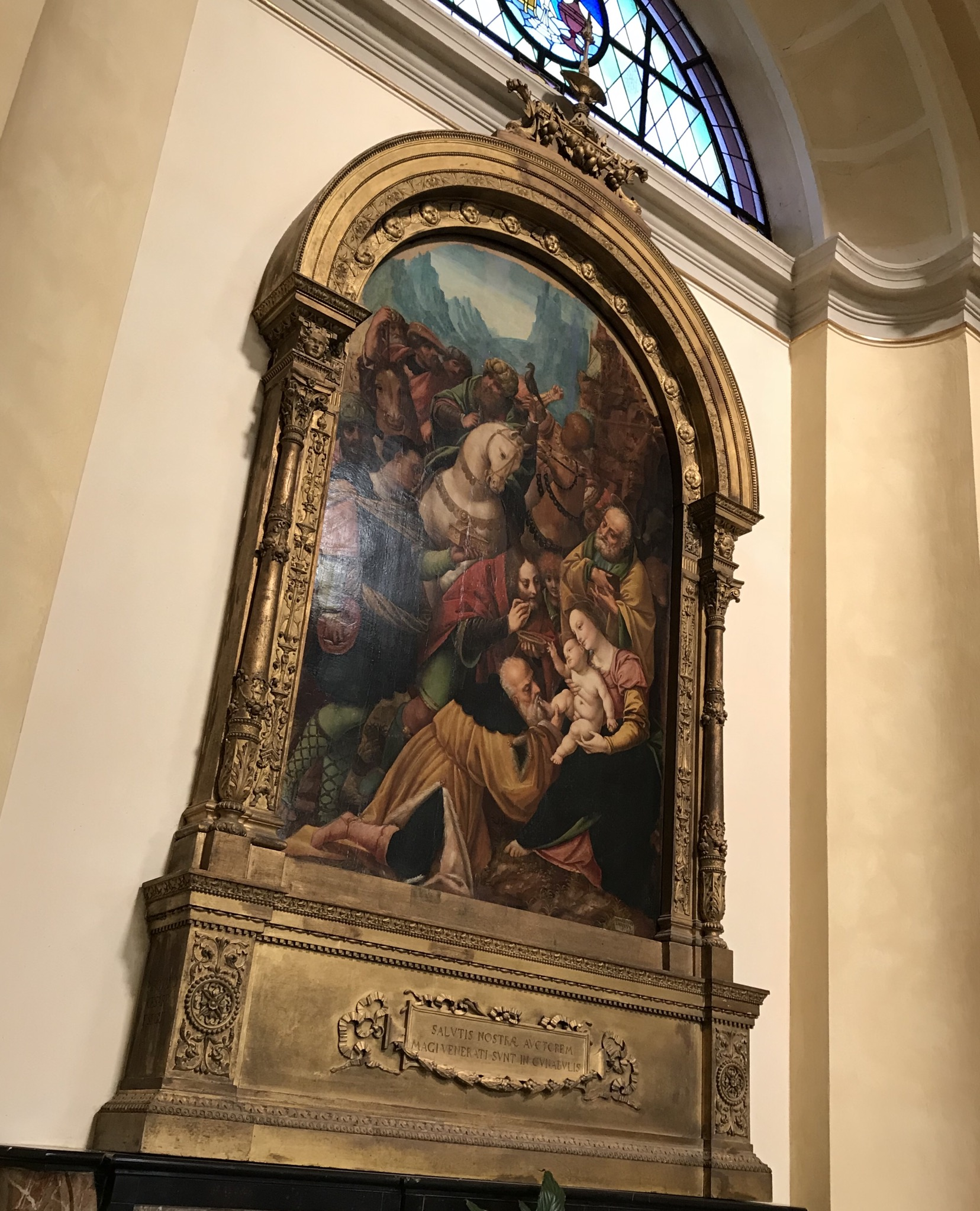
L’Adorazione dei Magi di Bernardino Lanino

Nel 1894 il pittore locale Ferdinando Bialetti realizzò alcuni affreschi della volta, riportando alla luce alcune pitture del Cerano (Giovanni Battista Crespi).
Furono trasferiti nel nuovo complesso abbaziale anche oggetti conservati nella vecchia chiesa prepositurale, tra cui uno stampo in marmo di Carrara del piede del Redentore (reliquia proveniente dalla Terra santa), un antico affresco di Sant'Alberto di Gerusalemme e una reliquia che consiste in frammento della Vera Croce, conservata al centro dell'altare maggiore.

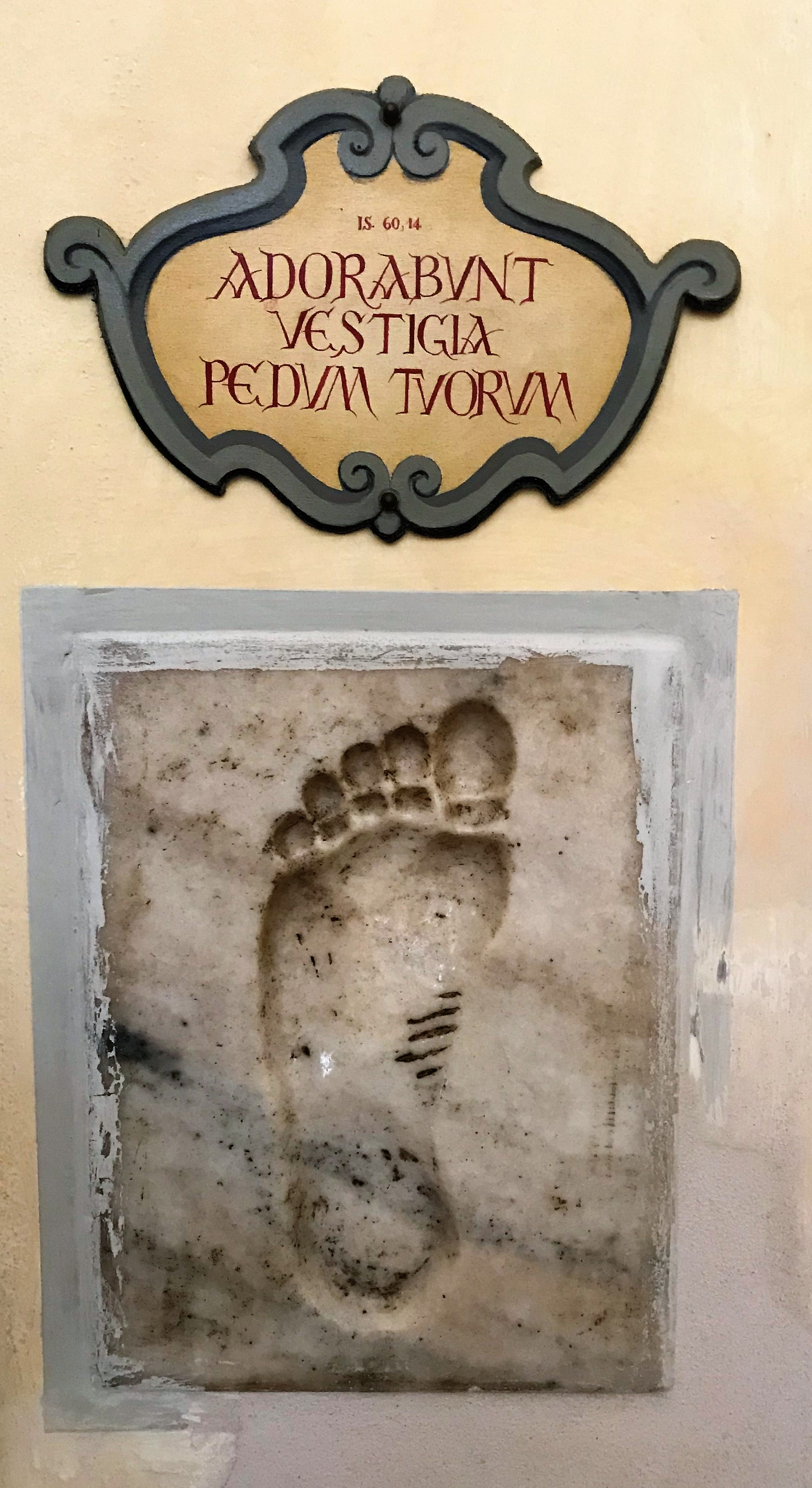
Lo stampo in marmo di Carrara del Piede del Redentore, proveniente dalla terra Santa

All'interno della chiesa si conserva inoltre un coro ligneo, scolpito alla fine del Cinquecento con intagliati gli strumenti della Passione sullo schienale di ogni stallo. Le vetrate sono del maestro d'arte vetraria Luigi Costa di Alessandria.
I restauri recenti hanno riportato alla luce anche alcuni tondi affrescati sulla volta dal Bialetti.

#### Organo a canne
La chiesa ha avuto tre successivi organi a canne:
- il primo era stato trasferito dall'antico cenobio extramurario; se ne conservano in sacrestia solo le ante, decorate da Bernardino Ferrari da Vigevano con Annunciazione, Arcangelo Michele e Sant'Agostino.
- il secondo fu costruito nel 1868, opera dei Mentasti[1];
- il terzo, fu realizzato nel 1951, opera 657 della ditta Mascioni.

Lo strumento è a trasmissione elettrica e conta 28 registri, su due tastiere di 61 note ciascuna e pedaliera concavo-radiale di 32 note. I corpi fonici sono distribuiti nel seguente modo:
- il "grand'organo" (prima tastiera) si trova sul lato destro del presbiterio;
- l'"espressivo" (seconda tastiera) si trova sul lato sinistro del presbiterio;
- il "pedale" è distribuito nel corpo del grande organo.

La consolle si trova nell'abside.
Lo strumento è stato restaurato nel 2017 dalla ditta costruttrice.

### Palazzo lateranense
A lato della chiesa sorge il palazzo lateranense, che presenta una facciata in mattonato a vista. Il giardino antistante il palazzo è oggi una piazza pubblica, nel centro della quale si erge il monumento ai caduti. I monaci lateranensi furono definitivamente allontanati dalla loro dimora nel 1798, con bolla di papa Pio VI. Da allora il palazzo lateranense ha ospitato personalità di rilievo, tra cui il re Carlo Alberto di Savoia, nel 1848.
È stato sede dapprima della Centrale Repubblica Lomellina, poi del regio ginnasio, delle scuole medie cittadine, della scuola alberghiera e oggi è quasi completamente in disuso.

#### Stemma abbaziale

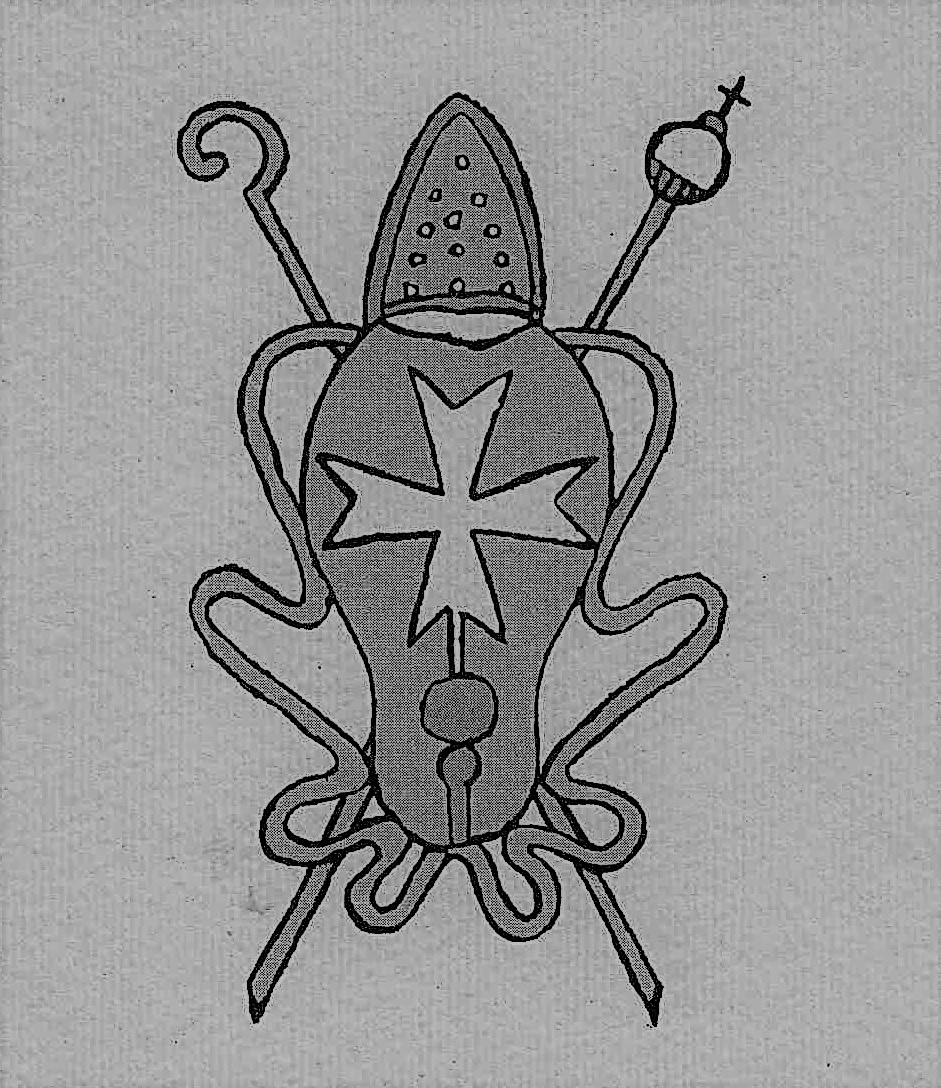
Ricostruzione dello stemma abbaziale

I prepositi di Santa Croce hanno sempre goduto del privilegio delle insegne vescovili, concesso da papa Innocenzo II, che nel 1128 consacrò un altare nell'antica prepositura. Quando i canonici vennero assorbiti dall'ordine lateranense, l'abate di Santa Croce mantenne tale privilegio. L'abbazia ha mantenuto come proprio stemma quello che fu dell'ordine mortariense e che oggi è possibile in parte vedere nel palazzo lateranense a corona dello stucco del finestrone principale del XVI secolo. Lo stemma aveva la mitra gemmata abbaziale con il pastorale e il bastone abbaziale e nel centro campeggiava una croce astile bizantina con un pomo.